# 科尔马 (加利福尼亚州)
37°40′44″N 122°27′20″W / 37.67889°N 122.45556°W
科尔马（英文：Colma）是美国加利福尼亚州圣马特奥县內的一个鎮，位於舊金山半島的西北部。鎮政府建制于1924年8月5日，面积约为4.9平方公里。根据2010年美国人口普查，科尔马有人口1792人。
这座城市当初是為了作為墓地而建，且大多数土地都被規劃成墓葬用地，因此该市埋葬的死者數高达150多万，甚至比生活于此的在世人口多近千倍，而被稱為“寂静的城市”（The City of the Silent）。现在该市的官方网站也戏称“在科尔马活著是伟大的”（It's great to be alive in Colma）。2010年人口普查显示，这座城镇是旧金山湾区101个建制城市中人口最少的。

## 历史
科尔马地区在1800年代就有人居住，当时主要是得益于附近的铁路线之存在而得以發展。后来，小镇日益發展成長，並於1924年時建市。
1900年后的一段时间，科尔马市迅速成为大量墓地的所在地。该市北部的旧金山市在1900年下达了禁止新建墓地的条例，并在1912年宣布将墓地从旧金山市政范围内彻底清拆。来自旧金山的大量墓地需求使得科尔马的墓地使用迅速上升，城市并得以发展。在1924年建市之时，该市曾取名劳恩戴尔（Lawndale），不过这个名字与洛杉矶的一个小镇重名，因此该市在1941年将名称改回“科尔马”。
起初，该市的居民几乎都从事和殯葬業有关的工作。這情況一直到1980年之后，才逐渐有所转变，越来越多的人开始从事零售业等其它行业。

## 人口
根据2010年美国人口普查，2010年时，该市有1,792人，564户，423个家庭，586个住房单位。种族构成为：34.6%的白人，34.5%亚裔，3.3%非洲裔，0.4%美洲原住民，0.5%太平洋岛屿居民，20.4%属于其它种族。6.3%同时来自两个或更多的种族。拉美裔占39.5%。平均每户3.13人，每个家庭3.45人。
2010年该市有38.5%的住户拥有18岁以下的未成年人。48.0%为有异性婚姻的家庭，1.4%为同性恋同居。该市居民男女比例为92.7:100。
该市每户收入中位数为$58,750，家庭收入中位数为$60,556，人均收入$20,241。3.4%的家庭处于贫穷线下。